# Interrail

De Interrail-pas is een pas waarmee Europeanen gedurende bepaalde tijd, afgezien van eventuele reserveringen, onbeperkt mogen reizen met de trein binnen 33 Europese landen. In sommige landen is het in enkele of vele treinen verplicht, tegen betaling, een stoel te reserveren. De Eurail-pas is een soortgelijke kaart voor niet-Europeanen.

## Geschiedenis
Het Interrailprogramma begon in 1972, als een eenmalige samenwerking van de nationale spoorwegmaatschappijen van 21 landen: België, Denemarken, Oost- en West-Duitsland, Finland, Frankrijk, Griekenland, Hongarije, Ierland, Italië, Joegoslavië, Luxemburg, Nederland, Noorwegen, Oostenrijk, Polen, Portugal, Spanje, het Verenigd Koninkrijk, Zweden en Zwitserland. Het doel was om jongeren tot 21 jaar te verleiden de trein te gebruiken voor reizen binnen Europa. In Nederland kostte de Interrailkaart in 1972 ƒ 240 (€ 109). Het programma was een succes, met 100.000 gebruikers in het eerste jaar. Daarop werd besloten om de pas te behouden en uit te breiden in leeftijd: in 1976 werd de leeftijdslimiet verhoogd naar 23, in 1979 naar 26.
Vanaf 1982 geldt een regel dat alleen mensen die zes maanden in een deelnemend land wonen een pas aan kunnen schaffen. Vanaf 1985 zijn naast treindiensten enkele veerdiensten opgenomen om naar lastig of onmogelijk per spoor bereikbare landen zoals het Verenigd Koninkrijk, Ierland of Griekenland te reizen.
Met het uiteenvallen van de Sovjet-Unie en Joegoslavië in de jaren '90 zijn meer landen deel gaan nemen in het Interrail-project. In 1994 namen naast de oorspronkelijke leden ook Marokko, Slovenië, Kroatië, Servië, Macedonië, Roemenië, Bulgarije en Turkije deel in Interrail. De kaart werd daarnaast toegankelijk voor inwoners van Rusland, Wit-Rusland, Oekraïne, Moldavië, Estland, Letland, Litouwen, Cyprus, Malta en IJsland. Bosnië en Herzegovina is sinds 2005 opgenomen in de kaart.
Vanaf 1994 werd een zonestelsel ingevoerd voor de kaart: De prijs werd afhankelijk van de geldigheidsduur van de kaart en de daarmee verbonden hoeveelheid zones. De zones waren als volgt verdeeld: 
- Zone A - Britse Eilanden
- Zone B - Finland, Noorwegen, Zweden
- Zone C - Denemarken, Duitsland, Oostenrijk, Zwitserland
- Zone D - Bosnië-Herzegovina, Kroatië, Slovenië, Tsjechië, Slowakije, Hongarije, Polen
- Zone E - Benelux, Frankrijk
- Zone F - Marokko, Spanje, Portugal
- Zone G - Italië, Slovenië, Griekenland, Turkije
- Zone H - Bulgarije, Macedonië, Roemenië, Servië, Montenegro

Kaarten met een geldigheid van 16 dagen waren in 1 zone geldig, passen van 22 dagen waren in 2 zones geldig, en passen van een maand waren in alle zones geldig.
In 1998 werden de Interrail-passen beschikbaar voor mensen van alle leeftijden, maar met verschillende tarieven per leeftijdsgroep.
In 2007 werd het beheer van de Interrail-kaart neergelegd bij de Eurailgroep, de organisatie die verantwoordelijk is voor het uitgeven van een soortgelijke kaart voor niet-Europeanen. Hierbij werd het zonesysteem weer afgeschaft. Marokko trok zich hierbij terug uit de Interrail-samenwerking.
Vanaf december 2015 is Interrail uitgebreid met een versie die in 1 land geldig is.
In 2019 werd bekendgemaakt dat het Verenigd Koninkrijk als een bedreiging zagen voor hun eigen BritRail pass na 47 jaar de samenwerking met Interrail en Eurail per 2020 zou beëindigen. Na protest van onder andere Britse vervoerders werd de aangekondigde maatregel ongedaan gemaakt. In 2019 is ook Litouwen toegevoegd aan het interrailnetwerk. In 2020 zijn daar Estland en Letland ook bijgekomen.

## Soorten
De pas kent twee verschillende versies.

### Interrail Global Pass
De Global Pass, sinds 2007, is geldig in alle Europese landen die aan het project meewerken: België, Bosnië en Herzegovina, Bulgarije, Denemarken, Duitsland,  Estland, Finland, Frankrijk, Griekenland, Hongarije, Ierland, Italië,  Kroatië, Letland, Litouwen, Luxemburg, Montenegro, Nederland, Noord-Macedonië, Noorwegen, Oostenrijk, Polen,  Portugal,  Roemenië, Servië,  Slovenië,  Slowakije, Spanje,  Tsjechië, Turkije, Verenigd Koninkrijk, Zweden en Zwitserland. Tevens kan de pas worden gebruikt op treinsporen in Monaco en Liechtenstein die worden beheerd door de nationale spoorwegen van Frankrijk en Oostenrijk. De pas is in bepaalde landen niet geldig bij private vervoerders, omdat deze geen lid zijn van Interrail.
De Global Pass mag niet worden gebruikt in het thuisland. Een uitzondering hierop bestaat sinds 1 januari 2016, sindsdien mag 1 retourrit gemaakt worden vanaf een station in het thuisland naar de grens, luchthaven of veerboothaven. Deze reis moet binnen 1 dag gemaakt worden.
De Global Pass is behalve voor de trein ook geldig voor veerdiensten van Blue Star Ferries tussen  Patras en Igoemenitsa (Griekenland) en Ancona en Bari (Italië). Voor deze verbindingen moet worden bijbetaald voor brandstof, belastingen en voorzieningen van het hoogseizoen.

### Interrail One-Country Pass
De One Country pas is sinds 2007 een pas die in 1 land geldig is, maar verder dezelfde voorwaarden heeft als de Global Pass. De prijs per land is afhankelijk van zijn grootte en de populariteit van de pas per land:
- Prijsniveau 1: Duitsland, Frankrijk, Verenigd Koninkrijk
- Prijsniveau 2: Italië Plus, Noorwegen, Oostenrijk, Zweden, Spanje
- Prijsniveau 3: Benelux, Denemarken, Finland, Griekenland Plus, Ierland, Italië, Zwitserland
- Prijsniveau 4: Bulgarije, Griekenland, Kroatië, Polen, Portugal, Roemenië, Slowakije, Slovenië, Tsjechië, Turkije, Hongarije, Servië
- Prijsniveau 5: Noord-Macedonië.

Er zijn geen aparte passen voor België, Nederland en Luxemburg. Deze landen hanteren gezamenlijk als de Benelux een OneCountry pas. Voor inwoners uit een van deze drie landen is de Beneluxversie van de One-Country Pas geldig in de andere twee andere landen. Voor Griekenland en Italië bestaan naast de gewone One Country-passen ook zogeheten Plus-passen, deze zijn ook geldig op specifieke bootverbindingen op en van- en naar deze landen, of omvatten ook de reserveringen binnen een land.

## Tarieven
De standaardprijzen van Interrail zijn verdeeld in vijf tariefgroepen
- Kinderen van 4 t/m 11 jaar
- Jongeren van 12 t/m 27 jaar
- Volwassenen van 28 t/m 59 jaar
- Senioren van 60 jaar en ouder
- Gezinspas: een volwassenpas met tot twee inbegrepen kinderenpassen.

### Reserveringen
Naast de standaardprijzen van Interrail zijn voor bepaalde verbindingen reserveringen verplicht, deze zijn (met uitzondering van One Country Plus-passen) niet inbegrepen in de prijs van de Interrail-pas. Dit geldt voor de meeste hogesnelheidstreinen, met uitzondering van Duitsland en Oostenrijk, en alle nachttreinen.

## Activisme
In 2015 begonnen twee Duitse activisten een Europese beweging om achttienjarige EU-inwoners een gratis Interrail-kaart te bieden, om daarmee het Europese continent te ontdekken. Het voorstel werd gepresenteerd aan de vice-voorzitter van de Europese Commissie Frans Timmermans. Het voorstel werd in 2016 opgenomen door Europese parlementsleden, maar in 2017 werd het project afgeschoten vanwege de hoge kosten. Wel werd een proefproject goedgekeurd, met een budget van 12 miljoen euro per jaar. Hiermee werd vanaf 2018 aan 15.000 18-jarigen een gratis kaart aangeboden.